# Zelotes qwabergensis
Zelotes qwabergensis är en spindelart som beskrevs av FitzPatrick 2007. Zelotes qwabergensis ingår i släktet Zelotes och familjen plattbuksspindlar. Inga underarter finns listade i Catalogue of Life.